# Nemotragus
Nemotragus is een kevergeslacht uit de familie van de boktorren (Cerambycidae). De wetenschappelijke naam van het geslacht werd voor het eerst geldig gepubliceerd in 1843 door Westwood.

## Soorten
Nemotragus is monotypisch en omvat slechts de volgende soort:
- Nemotragus helvolus Westwood, 1843